# Ace o' Clubs
L'Ace o' Clubs è un bar immaginario nell'Universo DC. È di proprietà e diretto dall'ex famoso pugile Bibbo Bibbowsky.

## Storia
L'Ace o' Clubs era un bar situato al 1938 di Simon Street, Hob's Bay, meglio nota come il quartiere Suicide Slum di Metropolis. È diretto e di proprietà di Bibbo Bibbowsky, che si spacciava per il più grande fan di Superman. Bibbo divenne una parte significante del fumetto quando trovò un biglietto della lotteria vincente smarrito da Gangbuster e utilizzò quei soldi per acquistare l'Ace o' Clubs e aiutare così coloro che vivevano nello Slum.
Infatti, Bibbo mantenne zero tolleranza contro chiunque parlasse male dell'Uomo d'Acciaio. Non era una novità che Bibbo si occupasse personalmente di chi offendesse Superman davanti a lui. Come la maggior parte dei bar e dei pub, l'Ace o' Clubs non era estraneo alla violenza. Per mantenere un minimo di pace, Bibbo aveva sempre il suo fucile a doppia canna sotto il bancone pronto a scattare nel caso che le cose degenerassero. L'Ace o' Clubs fu spesso vittima di alcune minacce in città, tutte coinvolgenti Superman in qualche modo.
Durante la "Battaglia di Metropolis", un gruppo di saccheggiatori danneggiarono la vetrata principale del locale, ma Bibbo li fece scappare.
L'Ace o' Clubs fu anche il luogo di scontro tra il Parassita e Aztek. Bibbo e i suoi amici ignorarono di proposito il combattimento, giocando a carte e confidando che altri si sarebbero occupati del criminale.

## In altri media

### Televisione
- L'Ace o' Clubs comparve insieme a Bibbo nell'episodio "Double Jeopardy" della serie televisiva Lois & Clark - Le nuove avventure di Superman.
- L'Ace o' Clubs (come un esclusivo locale notturno) compare nella settima stagione, e numerose volte nell'ottava, della serie televisiva Smallville.

### Film
- L'Ace o' Clubs comparve in una scena iniziale di Superman Returns. Bibbo Bibbowsky è il direttore del locale interpretato da Jack Larson.
- L'Ace o' Clubs compare nel film L'uomo d'acciaio. Lo si può vedere sullo sfondo durante lo scontro tra Superman e il Generale Zod.

### Videogiochi
- In DC Universe Online, l'Ace o' Clubs si trova a Suicide Slum. È parte del Booster Gold Tour, e Superman si trova sul tetto per l'impresa "Fanboy".